# サルバドル・サンチェス
サルバドル・サンチェス（Salvador Sánchez、1959年1月26日 - 1982年8月12日）は、メキシコのプロボクサー。メヒコ州サンティアゴ・ティアンゲステンコ出身。1970年代中盤から1980年代初頭にかけて活躍した選手。元WBC世界フェザー級王者。世界王者のまま交通事故死した。

## 来歴
1975年5月4日にプロデビュー、3ラウンドKO勝ちでデビューを飾った。以来18連勝し、1977年9月9日、メキシコバンタム級王者アントニオ・ベセラに挑戦するも、減量苦の影響もあり、スプリット・デシジョン（1-2）で判定負けを喫した。以後は階級を2階級上げフェザー級で戦い、プエルトリコフェザー級王者フェリックス・トリニダード・シニア他を撃破するなど快進撃を続け、1980年2月2日、当時テレビにも頻繁に出演していた人気ボクサー、ダニー・ロペスのWBC世界フェザー級王座にアリゾナ州フェニックスで挑戦。タイトル8度防衛、3年以上にわたりチャンピオンの座を守っていた名王者ロペスを完全にアウトボックス、13回TKOに下して見事王座を獲得。同年6月21日の再戦でも14回TKOと、ロペスを返り討ちにした。
1981年8月21日の6度目の防衛戦では、WBC世界ジュニアフェザー級王座を13連続KO防衛した後に階級を上げてきた、後の3階級世界王者プエルトリコのKOキング、ウイルフレド・ゴメスを迎え撃つ。圧倒的不利の予想を覆し、8ラウンドKOで快勝。これにより、サンチェスの名声は世界のボクシング界に轟くことになる。以後、後の2階級世界王者アズマー・ネルソンを激闘の末、15回TKOで下した1982年7月21日の防衛戦まで、9連続防衛を果たした。
1982年8月12日、ファン・ラポルテとの再戦のためトレーニングに向かう途中、愛車の白いポルシェ・928で自動車事故に遭い23歳で死去。この悲劇的な死によって、他の夭折した天才同様、サンチェスはメキシコで伝説的な英雄となった。
少年時代には医者志望であったが、世界チャンピオンとなりゴメス戦以降高評価を得てからはビッグマッチの実現を期す野心を抱くようになった。

## 獲得タイトル
- 第16代WBC世界フェザー級王座（防衛9度）